# أدريان موتو
أدريان موتو (بالرومانية: Adrian Mutu)‏، من مواليد 8 يناير 1979 في كالنيستي في أرجيش في رومانيا، لاعب كرة قدم روماني.
بدأ مسيرته الكروية مع نادي أرجيش بيتيستي في عام 1996، ولعب معهم حتى عام 1999، وشارك معهم في 41 مباراة وسجل 11 هدف، وفي موسم 1999/2000، لعب مع نادي دينامو بوخارست، وشارك معهم في 33 مباراة وسجل 22 هدف، وفي عام 2000 انتقل إلى نادي إنتر ميلان الإيطالي، ولعب معهم 10 مباريات، وفي عام 2000 انتقل إلى نادي فيرونا الإيطالي، ولعب معهم حتى عام 2003، وشارك معهم في 57 مباراة وسجل 16 هدف، وفي موسم 2002/2003 انتقل إلى نادي بارما الإيطالي، ولعب معهم 31 مباراة وسجل 18 هدف، وفي موسم 2003/2004 انتقل إلى نادي تشيلسي الإنجليزي، ولعب معهم 27 مباراة وسجل 6 أهداف، وفي موسم 2005/2006 انتقل إلى نادي يوفنتوس الإيطالي، ولعب معهم 32 مباراة وسجل 7 أهداف، ومنذ عام 2006 وهو يلعب مع نادي فيورينتينا الإيطالي.
و قد بدأ باللعب مع منتخب رومانيا لكرة القدم في عام 2000.
2001

## مسيرته الكروية
لعب أدريان موتو خلال مسيرته الاحترافية مع 13 ناديًا في خمسة وعشرون موسمًا وسجل خلالها 160 هدف ضمن 437 مباراة. حيث فاز في موسم واحد بالكأس وفي موسمين بالدوري.
خاض أدريان موتو مسيرته مع أرغيس بيتيشت ‏ في موسم 1996–97 واستمر معه طيلة ثلاثة مواسم، مشاركًا في 41 مباراة سجل خلالها 11 هدفًا. ثم انتقل إلى نادي دينامو بوخارست في موسم 1998–99 ولمدة موسمين، حيث شارك في 33 مباراة سجل خلالها 22 هدفًا. لينتقل بعدها إلى نادي إنتر ميلان في موسم 1999–00 لمدة موسم واحد، مشاركًا في 10 مباريات ولم يسجل أي هدف. ثم انتقل إلى نادي هيلاس فيرونا في موسم 2000–01 ولمدة موسمين، مشاركًا في 57 مباراة سجل خلالها 16 هدفًا. هذا وانتقل لاحقًا إلى نادي بارما في موسم 2002–03 لمدة موسم واحد، مشاركًا في 31 مباراة سجل خلالها 17 هدفًا. ثم انتقل بعدها إلى نادي تشيلسي في موسم 2003–04 ولمدة موسمين، مشاركًا في 27 مباراة سجل خلالها 6 أهداف. ليعود وينتقل من جديد، لكن هذه المرة إلى نادي يوفنتوس في موسم 2004–05 ولمدة موسمين، مشاركًا في 33 مباراة سجل خلالها 7 أهداف. لينتقل بعدها إلى نادي فيورنتينا في موسم 2006–07 ليلعب معه خمسة مواسم، مشاركًا في 112 مباراة سجل خلالها 54 هدفًا. ثم لعب في نادي تشيزينا في موسم 2011–12 لمدة موسم واحد، مشاركًا في 28 مباراة سجل خلالها 8 أهداف. ليعود ويرتحل عنه إلى نادي أجاكسيو في موسم 2012–13 ولمدة موسمين، مشاركًا في 37 مباراة سجل خلالها 11 هدفًا. ثم انتقل إلى نادي بترولول بلويشتي في موسم 2013–14 ولمدة موسمين، مشاركًا في 14 مباراة سجل خلالها 4 أهداف. لينتقل بعدها إلى نادي مدينة بونه لكرة القدم ما بين عامي 2015 و2016 لمدة موسم واحد، مشاركًا في 10 مباريات سجل خلالها 4 أهداف أيضًا. ثم انتقل إلى ASA Târgu Mureș (1962) ‏ في موسم 2015–16 لمدة موسم واحد، مشاركًا في 4 مباريات ولم يسجل أي هدف.

## روابط خارجية
- أدريان موتو على موقع الاتحاد الدولي (مؤرشف)  (الإنجليزية)
- أدريان موتو على موقع الاتحاد الأوربي (الإنجليزية)
- أدريان موتو على موقع إي إس بي إن إف سي (الإنجليزية)
- أدريان موتو على موقع قاعدة بيانات كرة القدم.إي يو (الإنجليزية)
- أدريان موتو على موقع بيانات كرة القدم. دي إي (الألمانية)
- أدريان موتو على موقع ليكيب (الفرنسية)
- أدريان موتو على موقع ناشيونال فوتبول تيمز (الإنجليزية)
- أدريان موتو على موقع Soccerbase.com (لاعب) (الإنجليزية)
- أدريان موتو على موقع Soccerway.com (الإنجليزية)
- أدريان موتو على موقع عالم كرة القدم.نت (الإنجليزية)